# Одинцов, Виктор Федосеевич
Ви́ктор Федосе́евич Одинцо́в (19 февраля 1936, Александровка, Ростовская область — 1994, Ростов-на-Дону) — советский футболист, тренер. Мастер спорта СССР (1957).

## Биография
В футбол пришёл из баскетбола, где его партнёром был Виктор Зубков, впоследствии двукратный серебряный призёр Олимпийских игр. На футбольном поле выступал в роли оттянутого форварда.
В 1954 году по приглашению старшего тренера Пётра Щербатенко перешёл в ростовское «Торпедо». Через год старший тренер московского «Динамо» Михаил Якушин пригласил молодого нападающего на предсезонный сбор в Сухуми, Виктор прошёл сбор, но решил продолжить карьеру в Ростове.
В 1970-х годах перешёл на тренерскую работу, трудился в «Калитве», «Салюте», «Роторе», минераловодском «Локомотиве».
Умер 13 марта 1994 года после тяжёлой болезни.
В апреле 2018 года на здании школы в Ростове-на-Дону, где учился Одинцов, была открыта мемориальная доска.